# 巴嘴
巴嘴（英語：Buckbeak）是英國奇幻小說系列《哈利波特》裡的虛構角色，是一隻鷹馬，同時具有馬的身體和鷹的翅膀與頭部。

## 角色描述
鷹馬巴嘴在首次登場，為魯霸·海格飼養的寵物之一。巴嘴和牠的同類一樣十分自傲。在奇獸飼育學課程上，巴嘴被作為霍格華茲學生的研究對象，哈利·波特最終可以成功地與牠接觸，但跩哥·馬份出言羞辱牠時，巴嘴隨即出手抓傷了對方的手臂。在馬份父親的施壓下，巴嘴遭魔法部判處死刑。哈利·波特與妙麗·格蘭傑利用時光器回到過去的時刻，救出天狼星·布萊克和將被處死的巴嘴。之後的巴嘴便和天狼星·布萊克住在一起，並搬至古里某街十二號。
中，當天狼星去世後，巴嘴化名「枯翅」（Witherwings）回到了海格身邊。在食死人進入霍格華茲時，巴嘴幫助哈利·波特擊退了攻擊他的石內卜。中，巴嘴參與霍格華茲大戰，協助對抗佛地魔部下的巨人。

## 電影

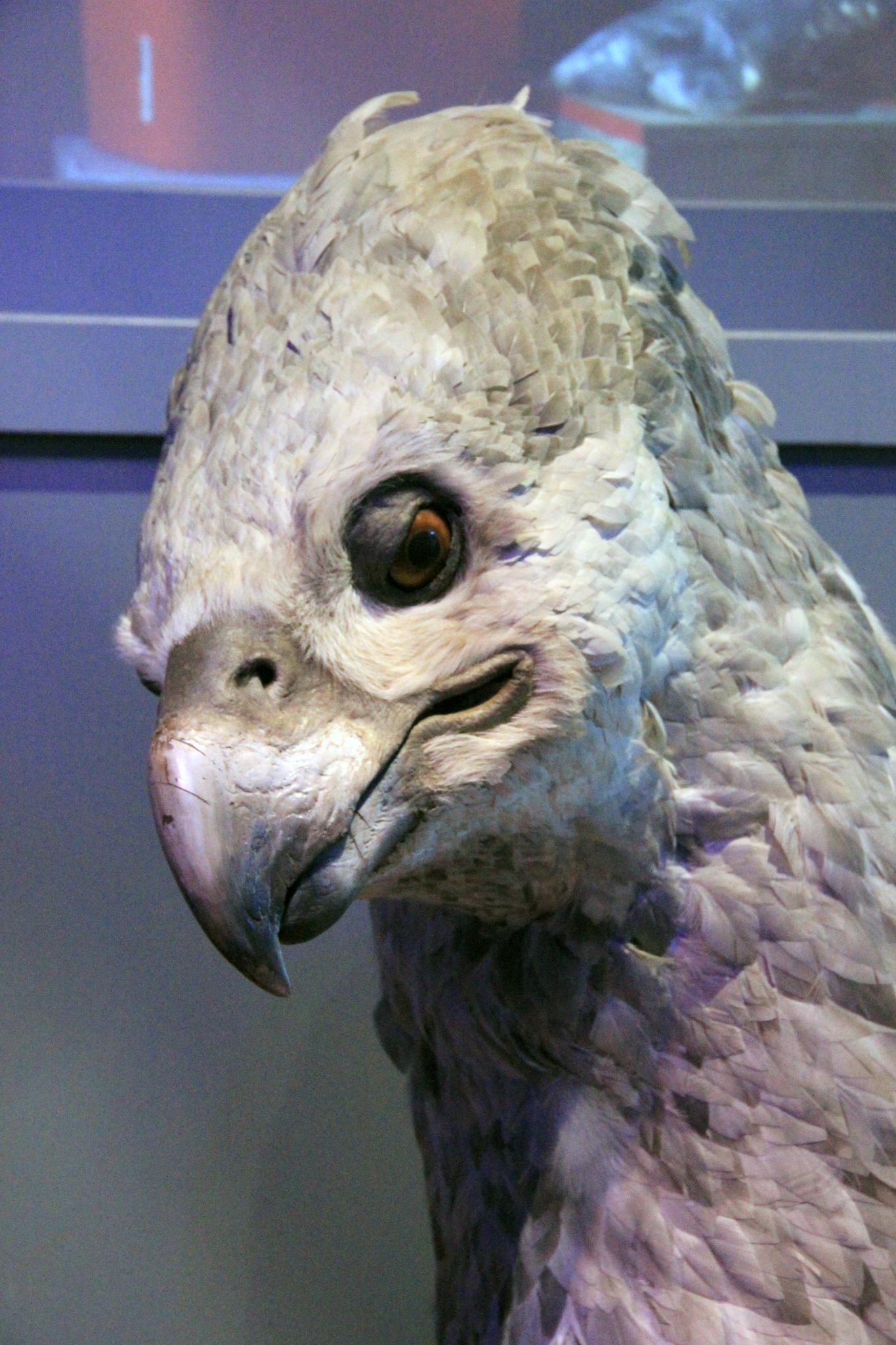
面部細節。

在哈利波特系列電影裡對鷹馬巴嘴的情節作了一些增刪，如增加了一段巴嘴趕走變身為狼人的雷木思·路平以保衛哈利和妙麗的情節，此一更動得到了小說作者J·K·羅琳的認可。
該片中鷹馬巴嘴的特效是由英國特效公司Framestore製作的。由於其特殊的造型，對製作設計過程乃是一大挑戰，電影特效師還曾為此費時去觀察鳥類與馬匹的動作，及詢問相關專家，以確保巴嘴的翅膀能夠貼近真實。電影服飾專家Val Jones說巴嘴是她經手過最具挑戰性的生物。
2014年，鷹馬巴嘴的電影道具開始在英國倫敦華納兄弟工作室旅遊展中展出。

## 外部連結
- 巴嘴 （页面存档备份，存于）在哈利波特維基上的條目（英文）